# No Te Va Gustar

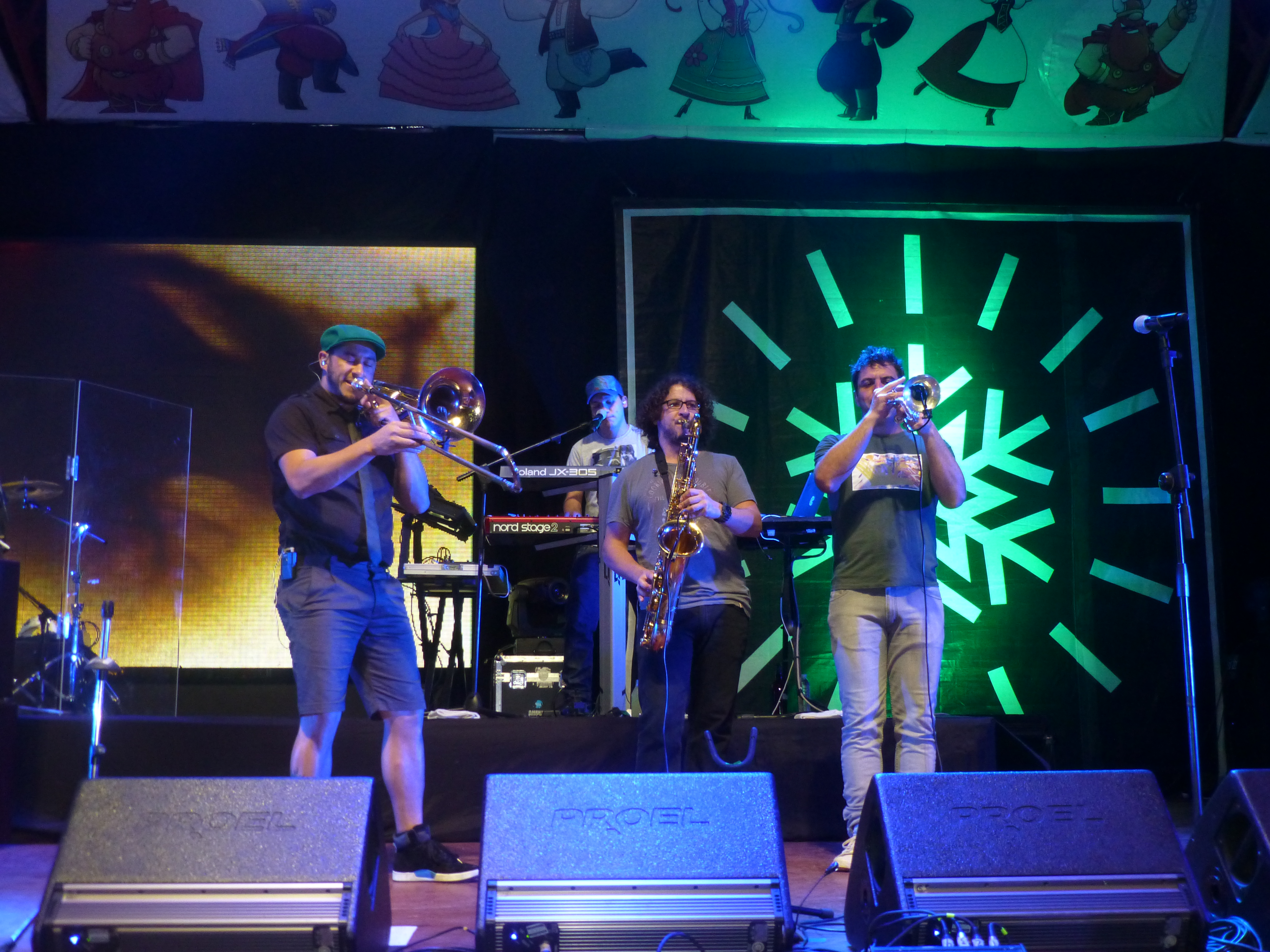
A banda em concerto em Oberá, 2013

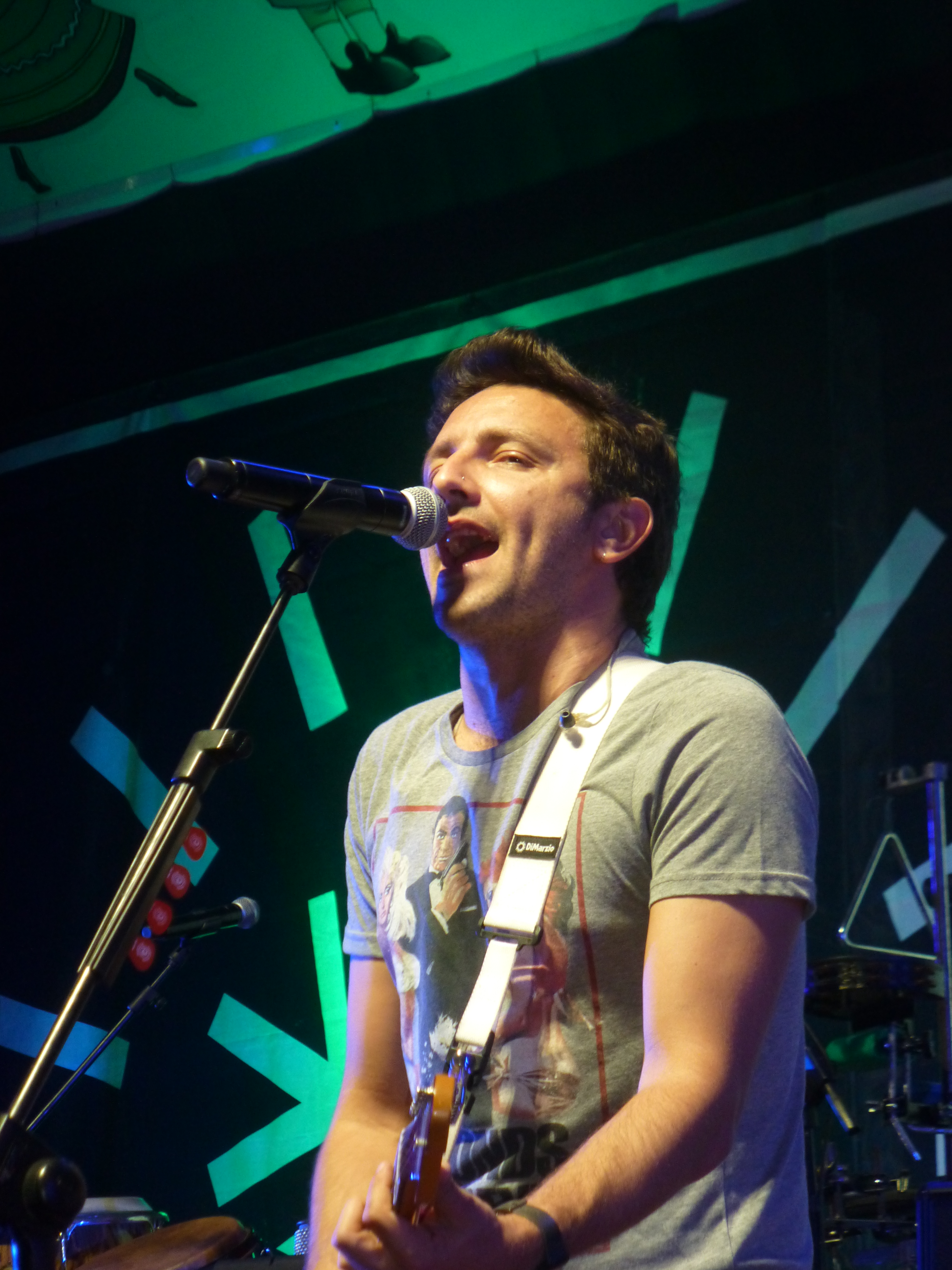
Emiliano Brancciari, vocalista da banda.

No Te Va Gustar é uma banda de rock uruguaia, integrada por Emiliano Brancciari (voz e guitarra), Guzmán Silveira (baixo e coros), Diego Bartaburu (bateria), Gonzalo Castex (percussão), Martin Gíl (trompete e coros), Denis Ramos (trombone), Mauricio Ortiz (saxo tenor), Pablo Coniberti (guitarra) e Francisco Nasser (teclados).

## História
A primeira formação de No Te Va Gustar (NTVG) remonta ao ano de 1994, quando a maioria de seus integrantes tinha cerca de 16 anos. Originalmente um trio de baixo, guitarra e bateria, entre 1996 e 1997 o som da banda evolui e se expande. Com a ampliação da percussão e a chegada de novos ritmos (reggae, candombe, salsa, ska, murga (uruguaia), as raízes roqueiras originais se vêem enriquecidas e coloridas, sem perder seu predomínio. 
Em 1998, já com um som formado e com um público atraído pela proposta renovadora do NTVG, o grupo obtem o primeiro lugar nos dois concursos destinados a bandas novas que se realizam esse ano: o III Festival da Canção de Montevidéu, e o concurso organizado pela "Comisión de la Juventud de la Intendencia Municipal" de Montevidéu. 
Durante 1999 a premiada banda continua recorrendo a maior parte dos cenários montevideanos, incluindo um tour por várias faculdades entre março e maio. 
No início de julho NTVG inicia a gravação de seu primeiro álbum, "Sólo de noche”, editou-se em dezembro de 1999, de forma totalmente independente. 
Durante o verão de 2000 a banda realizou um extenso tour pela costa oeste do Uruguai, incluindo Punta del Diablo, Valizas, Cabo Polonio, La Pedrera, La Paloma, Atlántida, El Pinar e Solymar. Em abril de 2000 NTVG apresentou oficialmente “Sólo de noche” na Sala Zitarrosa de Montevidéu, com lotação esgotada.
Logo depois da presentação de seu disco, o grupo continuou um tour que se estendeu até 2001 e que os levou a percorrer boa parte do interior do país, a encher os principais cenários montevideanos e a tocar com artistas estrangeiros que visitavam o país como Paralamas, Los Pericos e  La Renga. Ao mesmo tiempo, a banda realizou suas primeiras apresentações em Buenos Aires.
Durante a primeira metade de 2002, NTVG se concentra no trabalho de produção e gravação de seu novo álbum. Para isso eles viajam a Santiago de Chile, e com a produção artística de Mariano Pavez gravam "Este Fuerte Viento Que Sopla" (Warner Chile/Bizarro Récords). O disco foi apresentado em 12 de outubro de este ano em um Teatro de Verano repleto, dando início a um novo tour nacional da banda.
A partir deste momento a banda, já consolidada como um dos principais referentes do rock uruguaio, inicia uma agenda muito intensa de shows e alcançando o Disco de Ouro em menos de seis meses do lançamento de "Este Fuerte Viento que Sopla".
2004 començou para o grupo com um tour pela costa argentina, compartindo cenários com La Zurda e com uma das bandas mais fortes do momento na vizinha do Rio da Prata, a Bersuit. Intensificam suas visitas a Argentina, tendo cada vez uma maior resposta do público. Se apresentam em La Plata, e numa quantidade de bairros bonaerenses (Moron, Ramos Mejia, Lomas de Zamora, San Telmo).
Entre 15 de agosto e 20 de setembro é gravado o terceiro disco no Del Cielito Records (estúdio-propriedade de Bersuit). 
Independentemente de tudo isto, durante 2004, continuaram recorrendo ao interior do país apresentando-se en Rivera, Salto, Tacuarembó, Mercedes, Sarandí Grande, Canelones, Tala, Pando, Rosario, Florida, Treinta y Tres, Melo, Rocha, San José, Paysandú, Migues.
Em 5 de março apresentam em Montevidéu seu terceiro disco “Aunque cueste ver el sol” adiante de mais de 10.000 pessoas. Este show foi registrado para sua futura edição em DVD a fins de novembro de 2005.
No final de março “Aunque cueste ver el sol” é editado simultaneamente na Argentina, Espanha, Alemanha, Suíça e Áustria. Consequentemente a princípios de maio embarcam em seu primeiro tour europeu apresentando-se em mas de 40 cidades como por exemplo Munique, Hamburgo, Bremen, Berlim, Viena, Berna, Basileia, Lucerna, Barcelona e Madrid, entre outras.

## Discografia
Solo de noche (1999)
1. Déjame Bailar 
2. Nada Para Ver
3. Nadie Duerme
4. Yrigoyen
5. Llévame Contigo
6. No Era Cierto
7. Quemala
8. Yalala la la m m
9. La Ciudad De Los Pibes Sin Calma
10. Viá Volvé
11. Sólo De Día
12. A La Villa
14. No Se Les Da
15. Cosa Linda
 Este fuerte viento que sopla (2002)
1. Cómo Brllaba Tu Alma
2. Tenés Que Saltar
3. La Única Voz
4. Machete
5. Te Voy A Llevar
6. Padre De La Patria
7. Me Cuesta Creer
8. Clara
9. La Soledad
10. No Hay Dolor
11. Te Quiero Más
12. Mucho Más Feliz
14. Más Mejor
15. No Necesito Nada
Aunque Cueste Ver El Sol (2005)
1. Solo
2. No Te Quiero Acá
3. Verte Reir 
4. Ya Entendí
5. Al Vacío
6. Cielo De Un Solo Color
7. Reevolución
8. Difícil
9. Voces Del Tiempo
10. Fueron
11. Voy
12. Ni Uno Suelto
14. No Llegás A Mí
15. Adiós
Todo es tan imflamable (2006)
1. En la cara
2. Fuera de control
3. El oficial
4. Una triste melodia
5. No lo ves
6. Pensar
7. Eskimal
8. Vivir muriendo
9. Simplemente yo
10. Todo el dia
11. Ilegal
12. Tirano
13. -
14. Poco
15. De nada sirve
El Camino Más Largo (2008)
1. El Camino
2. Como Si Estuviera
3. Esta Plaga
4. Tu Nombre
5. El Mismo Canal
6. Niño
7. Tan Lejos
8. Rata
9. Solo Tu Boca
10. Mirarte a Los Ojos
11. Que Sean Dos
12. Nagevar
13. Te Quedas
Por lo menos hoy (2010)
1. Angel con campera
2. Cero a la izquierda
3. Chau
4. Con el viento
5. Arde
6. Los indiferentes
7. Volar
8. Tu defecto es el mio
9. Memorias del olvido
10. Con la misma vara
11. Nunca mas a mi lado
12. El equilibrista

## Fonte
- Página de No te va gustar